# Franz Lothar de la Rue
Franz Lothar de la Rue (Bensheim, 17 de março de 1824 — Porto Alegre, 11 de julho de 1871) foi um mercenário Brummer, agrimensor e administrador alemão.

## Biografia
Filho de Adam de la Rue e Magdalena Herbert foi descendente  de uma família de origem francesa. Consta que o ancestral era um soldado francês que lutou contra o Reino da Prussia na Guerra dos 30 anos e que no regresso à França acabou ficando na cidade de Bensheim, perto deFrankfurt (am Main).
Iniciado na carreira militar foi contratado pelo governo brasileiro para lutar na Guerra contra Rosas. Desembarcou no Rio de Janeiro, em 2 de abril de 1851, seguindo para Pelotas. Terminada a guerra sem ter entrado em combate, adquiriu terras em Pelotas, onde permaneceu com o compatriota Schiöt, como agrimensor e criador de cavalos.
Casou com Wilhelmine Diehl (1834-1907) e desta união nasceram 5 filhos entre eles Carl de la Rue, Emil de la Rue, Hans Adolf de la Rue e Lothar de la Rue. 
Sem perspectivas para o futuro, vendeu a propriedade e mudou-se para Porto Alegre, onde se dedicou ao comércio. Em 1855 casou com Wilhelmine Diehl (1834-1907) e desta união nasceram 5 filhos entre eles Carl de la Rue, Emil de la Rue, Hans Adolf de la Rue e Lothar de la Rue.
Foi membro desde a fundação do Hilfsverein, depois Colégio Farroupilha, em Porto Alegre.
Jornalista, integrou a equipe que fundou o jornal Deutsche Zeitung, onde foi chefe de redação e membro do conselho executivo, junto com Haensel, Wollmann, Huch, Rech, Wiedemann e Ter Brüggen.
Devido ao fraco desenvolvimento da colonização de Teutônia, foi convidado pelo empresário Carlos Schilling a medir terras, vender lotes coloniais e ser o primeiro diretor da colônia, de 1862 a 1868. Ao mesmo tempo que administrava a colônia, supervisionava medições de terras em Nova Petrópolis, Linha Harmonia e Forromeco.
Com a saúde abalada devido à problemas pulmonares contraídos durante os trabalhos de agrimensura, voltou a Porto Alegre em 1868, sendo nomeado chefe do Departamento de Imigração da Província. Também integrou a comissão organizadora do Hospital Moinhos de Vento.